# Aston Villa FC in het seizoen 2008/09
Dit artikel beschrijft de prestaties van voetbalclub Aston Villa FC in het seizoen 2008/2009. Dit seizoen werd de club zesde in de Premier League. Hiermee plaatsten de mannen van trainer Martin O'Neill zich voor de play-offs van de allereerste editie van de UEFA Europa League. Het was het laatste seizoen van Gareth Barry bij de club. Barry was dit seizoen vice-aanvoerder achter Martin Laursen, die op 15 mei 2009 zijn voetbalpensioen aankondigde. Barry verhuisde in juni 2009 voor £ 12.000.000 ,- naar Manchester City. In januari 2008 tekende Olof Mellberg een contract bij Juventus. Mellberg maakte het voorgaande seizoen wel nog af bij Aston Villa. De club trok twee Amerikaanse doelmannen aan: Brad Friedel (Blackburn Rovers) en Brad Guzan (Chivas USA). James Milner kwam over van Newcastle United.

## Spelerskern
Spelers wier rugnummer is doorstreept verlieten de club tijdens het seizoen;
| Rugnummer     | Naam               | Nationaliteit    | Geboortedatum | Bij de club sinds | Vorige club            |
| ------------- | ------------------ | ---------------- | ------------- | ----------------- | ---------------------- |
| Keepers       |                    |                  |               |                   |                        |
| 1             | Brad Friedel       | Verenigde Staten | 18-05-1971    | 2008              | Blackburn Rovers       |
| 13            | Stuart Taylor      | Engeland         | 28-11-1980    | 2005              | Arsenal                |
| 22            | Brad Guzan         | Verenigde Staten | 09-09-1984    | 2008              | Chivas USA             |
| Verdedigers   |                    |                  |               |                   |                        |
| 2             | Luke Young         | Engeland         | 19-07-1979    | 2008              | Middlesbrough          |
| 3             | Wilfred Bouma      | Nederland        | 15-06-1978    | 2005              | PSV Eindhoven          |
| 5             | Martin Laursen     | Denemarken       | 26-07-1977    | 2004              | AC Milan               |
| 15            | Curtis Davies      | Engeland         | 15-03-1985    | 2008              | West Bromwich Albion   |
| 16            | Zat Knight         | Engeland         | 02-05-1980    | 2007              | Fulham                 |
| 21            | Nicky Shorey       | Engeland         | 19-02-1981    | 2008              | Reading                |
| 24            | Carlos Cuéllar     | Spanje           | 23-08-1981    | 2008              | Rangers                |
| Middenvelders |                    |                  |               |                   |                        |
| 4             | Steve Sidwell      | Engeland         | 14-12-1982    | 2008              | Chelsea                |
| 6             | Gareth Barry 2     | Engeland         | 23-02-1981    | 1998              | Brighton & Hove Albion |
| 8             | James Milner       | Engeland         | 04-01-1986    | 2008              | Newcastle United       |
| 17            | Moustapha Salifou  | Togo             | 01-06-1983    | 2007              | FC Wil                 |
| 18            | Wayne Routledge    | Engeland         | 07-01-1985    | 2008              | Tottenham Hotspur      |
| 19            | Stilijan Petrov    | Bulgarije        | 05-07-1979    | 2006              | Celtic                 |
| 20            | Nigel Reo-Coker    | Engeland         | 14-05-1984    | 2007              | West Ham United        |
| 26            | Craig Gardner      | Engeland         | 25-11-1986    | 2005              | eigen jeugd            |
| 27            | Isaiah Osbourne    | Engeland         | 05-11-1987    | 2006              | eigen jeugd            |
| 28            | Shaun Maloney      | Schotland        | 24-01-1983    | 2007              | Celtic                 |
| 45            | Marc Albrighton    | Engeland         | 18-11-1989    | 2009              | eigen jeugd            |
| 46            | Barry Bannan       | Schotland        | 01-12-1989    | 2008              | eigen jeugd            |
| Aanvallers    |                    |                  |               |                   |                        |
| 7             | Ashley Young       | Engeland         | 04-01-1986    | 2007              | Watford                |
| 9             | Marlon Harewood    | Engeland         | 25-08-1979    | 2007              | West Ham United        |
| 10            | John Carew         | Noorwegen        | 05-09-1979    | 2007              | Lyon                   |
| 11            | Gabriel Agbonlahor | Engeland         | 13-10-1986    | 2005              | eigen jeugd            |
| 14            | Nathan Delfouneso  | Engeland         | 02-02-1991    | 2008              | eigen jeugd            |
| 18            | Emile Heskey       | Engeland         | 11-01-1978    | 2009              | Wigan Athletic         |

- = Aanvoerder

| 1. 2. 3. 4. 5. |

### Manager
|         |                       |               |
| Functie | Naam                  | Nationaliteit |
| Coach   | Martin O'Neill (foto) | Noord-Ierland |

## Resultaten
Een overzicht van de competities waaraan Aston Villa in het seizoen 2008-2009 deelnam.
| Premier League | FA Cup       | League Cup  | UEFA Cup        |
| -------------- | ------------ | ----------- | --------------- |
|                |              |             |                 |
| 6e             | Vijfde ronde | Derde ronde | 1/32ste finales |

## Uitrustingen
Shirtsponsor: Acorns (financiële instelling uit de Verenigde Staten) 

Sportmerk: Nike
| Thuis |

| Uit |

## Premier League

### Wedstrijden
| №  | Datum      | Wedstrijd                          | Uitslag | Doelpunten                             | P  |
| -- | ---------- | ---------------------------------- | ------- | -------------------------------------- | -- |
| 1  | 17.08.2008 | Aston Villa – Manchester City      | 4–2     | Carew, Agbonlahor (3)                  | 3  |
| 2  | 23.08.2008 | Stoke City –Aston Villa            | 3–2     | Carew, Laursen                         | 3  |
| 3  | 31.08.2008 | Aston Villa – Liverpool            | 0–0     |                                        | 4  |
| 4  | 15.09.2008 | Tottenham Hotspur – Aston Villa    | 1–2     | Carew, Agbonlahor                      | 7  |
| 5  | 21.09.2008 | West Bromwich Albion – Aston Villa | 1–2     | A. Young, Carew                        | 10 |
| 6  | 27.09.2008 | Aston Villa – Sunderland           | 2–1     |                                        | 13 |
| 7  | 05.10.2008 | Chelsea – Aston Villa              | 2–0     |                                        | 13 |
| 8  | 19.10.2008 | Aston Villa – Portsmouth           | 0–0     |                                        | 14 |
| 9  | 26.10.2008 | Wigan Athletic – Aston Villa       | 0–4     | Barry, Agbonlahor, Carew, Sidwell      | 17 |
| 10 | 29.10.2008 | Aston Villa – Blackburn Rovers     | 3–2     | L. Young, Barry, Agbonlahor            | 20 |
| 11 | 03.11.2008 | Newcastle United – Aston Villa     | 2–0     |                                        | 20 |
| 12 | 09.11.2008 | Aston Villa – Middlesbrough        | 1–2     | Sidwell                                | 20 |
| 13 | 15.11.2008 | Arsenal – Aston Villa              | 0–2     | Clichy (ed.), Agbonlahor               | 23 |
| 14 | 22.11.2008 | Aston Villa – Manchester United    | 0–0     |                                        | 24 |
| 15 | 29.11.2008 | Aston Villa – Fulham               | 0–0     |                                        | 25 |
| 16 | 07.12.2008 | Everton – Aston Villa              | 2–3     | Sidwell, A. Young (2)                  | 28 |
| 17 | 13.12.2008 | Aston Villa – Bolton Wanderers     | 4–2     | Agbonlahor (2), Davies (ed.), A. Young | 31 |
| 18 | 17.12.2008 | West Ham United – Aston Villa      | 0–1     | Neill (ed.)                            | 34 |
| 19 | 26.12.2008 | Aston Villa – Arsenal              | 2–2     | Barry (pen.), Knight                   | 35 |
| 20 | 30.12.2008 | Hull City – Aston Villa            | 0–1     | Zayatte (ed.)                          | 38 |
| 21 | 10.01.2009 | Aston Villa – West Bromwich Albion | 2–1     | Davies, Carson (ed.)                   | 41 |
| 22 | 17.01.2009 | Sunderland – Aston Villa           | 1–2     | Milner, Barry (pen.)                   | 44 |
| 23 | 27.01.2009 | Portsmouth – Aston Villa           | 0–1     | Heskey                                 | 47 |
| 24 | 31.01.2009 | Aston Villa – Wigan Athletic       | 0–0     |                                        | 48 |
| 25 | 07.02.2009 | Blackburn Rovers – Aston Villa     | 0–2     | Milner, Agbonlahor                     | 51 |
| 26 | 21.02.2009 | Aston Villa – Chelsea              | 0–1     |                                        | 51 |
| 27 | 01.03.2009 | Aston Villa – Stoke City           | 2–2     | Petrov, Carew                          | 52 |
| 28 | 04.03.2009 | Manchester City – Aston Villa      | 2–0     |                                        | 52 |
| 29 | 15.03.2009 | Aston Villa – Tottenham Hotspur    | 1–2     | Carew                                  | 52 |
| 30 | 22.03.2009 | Liverpool – Aston Villa            | 5–0     |                                        | 52 |
| 31 | 05.04.2009 | Manchester United – Aston Villa    | 3–2     | Carew, Agbonlahor                      | 52 |
| 32 | 12.04.2009 | Aston Villa – Everton              | 3–3     | Carew, Milner, Barry (pen.)            | 53 |
| 33 | 18.04.2009 | Aston Villa – West Ham United      | 1–1     | Heskey                                 | 54 |
| 34 | 25.04.2009 | Bolton Wanderers – Aston Villa     | 1–1     | A. Young                               | 55 |
| 35 | 02.05.2009 | Aston Villa – Hull City            | 1–0     | Carew                                  | 58 |
| 36 | 09.05.2009 | Fulham – Aston Villa               | 3–1     | A. Young                               | 58 |
| 37 | 16.05.2009 | Middlesbrough – Aston Villa        | 1–1     | Carew                                  | 59 |
| 38 | 24.05.2009 | Aston Villa – Newcastle United     | 1–0     | Duff (ed.)                             | 62 |

### Eindstand
|  | Groepsfase UEFA Champions League 2009/10      |
|  | Derde voorronde UEFA Champions League 2009/10 |
|  | Play-offs UEFA Europa League 2009/10          |
|  | Derde voorronde UEFA Europa League 2009/10    |
|  | Degradatie naar Football League Championship  |

| Rang | Team                 | We | Wi | Ge | Ve | Pu | Vo | Te | Sa  | Fa    |
| ---- | -------------------- | -- | -- | -- | -- | -- | -- | -- | --- | ----- |
| 1    | Manchester United    | 38 | 28 | 6  | 4  | 90 | 68 | 24 | 44  | 2,833 |
| 2    | Liverpool            | 38 | 25 | 11 | 2  | 86 | 77 | 27 | 50  | 2,852 |
| 3    | Chelsea              | 38 | 25 | 8  | 5  | 83 | 68 | 24 | 44  | 2,833 |
| 4    | Arsenal              | 38 | 20 | 12 | 6  | 72 | 68 | 37 | 31  | 1,838 |
| 5    | Everton              | 38 | 17 | 12 | 9  | 63 | 55 | 37 | 18  | 1,486 |
| 6    | Aston Villa          | 38 | 17 | 11 | 10 | 62 | 54 | 48 | 6   | 1,125 |
| 7    | Fulham               | 38 | 14 | 11 | 13 | 53 | 39 | 34 | 5   | 1,147 |
| 8    | Tottenham Hotspur    | 38 | 14 | 9  | 15 | 51 | 45 | 45 | 0   | 1     |
| 9    | West Ham United      | 38 | 14 | 9  | 15 | 51 | 42 | 45 | -3  | 0,933 |
| 10   | Manchester City      | 38 | 15 | 5  | 18 | 50 | 58 | 50 | 8   | 1,16  |
| 11   | Wigan Athletic       | 38 | 12 | 9  | 17 | 45 | 34 | 45 | -11 | 0,756 |
| 12   | Stoke City           | 38 | 12 | 9  | 17 | 45 | 38 | 55 | -17 | 0,691 |
| 13   | Bolton Wanderers     | 38 | 11 | 8  | 19 | 41 | 41 | 53 | -12 | 0,774 |
| 14   | Portsmouth           | 38 | 10 | 11 | 17 | 41 | 38 | 57 | -19 | 0,667 |
| 15   | Blackburn Rovers     | 38 | 10 | 11 | 17 | 41 | 40 | 60 | -20 | 0,667 |
| 16   | Sunderland           | 38 | 9  | 9  | 20 | 36 | 34 | 54 | -20 | 0,63  |
| 17   | Hull City            | 38 | 8  | 11 | 19 | 35 | 39 | 64 | -25 | 0,609 |
| 18   | Newcastle United     | 38 | 7  | 13 | 18 | 34 | 40 | 59 | -19 | 0,678 |
| 19   | Middlesbrough        | 38 | 7  | 11 | 20 | 32 | 28 | 57 | -29 | 0,491 |
| 20   | West Bromwich Albion | 38 | 8  | 8  | 22 | 32 | 36 | 67 | -31 | 0,537 |

### Statistieken
Bijgaand een overzicht van de spelers van Aston Villa, die in het seizoen 2008/09 onder leiding van trainer Martin O'Neill speeltijd kregen in de Premier League.
| Naam               | Duels | Goal | Kreeg geel | Kreeg voor de tweede keer geel en dus rood | Weggestuurd |
| ------------------ | ----- | ---- | ---------- | ------------------------------------------ | ----------- |
| Gareth Barry       | 38    | 5    | 8          | 0                                          | 0           |
| Brad Friedel       | 38    | 0    | 1          | 0                                          | 0           |
| Gabriel Agbonlahor | 36    | 12   | 4          | 0                                          | 0           |
| Ashley Young       | 36    | 7    | 7          | 1                                          | 0           |
| James Milner       | 36    | 3    | 6          | 0                                          | 0           |
| Stilijan Petrov    | 36    | 1    | 6          | 0                                          | 0           |
| Curtis Davies      | 35    | 1    | 2          | 0                                          | 0           |
| Luke Young         | 34    | 1    | 6          | 0                                          | 0           |
| Carlos Cuéllar     | 28    | 0    | 2          | 0                                          | 0           |
| John Carew         | 27    | 11   | 2          | 0                                          | 0           |
| Nigel Reo-Coker    | 26    | 1    | 3          | 0                                          | 0           |
| Nicky Shorey       | 21    | 0    | 2          | 0                                          | 0           |
| Martin Laursen     | 19    | 1    | 1          | 0                                          | 0           |
| Steve Sidwell      | 16    | 3    | 2          | 0                                          | 0           |
| Luke Moore         | 15    | 1    | 1          | 0                                          | 0           |
| Emile Heskey       | 14    | 2    | 0          | 0                                          | 0           |
| Craig Gardner      | 14    | 0    | 1          | 0                                          | 0           |
| Zat Knight         | 13    | 1    | 0          | 0                                          | 0           |
| Marlon Harewood    | 6     | 0    | 0          | 0                                          | 0           |
| Nathan Delfouneso  | 4     | 0    | 0          | 0                                          | 0           |
| Brad Guzan         | 1     | 0    | 0          | 0                                          | 0           |
| Wayne Routledge    | 1     | 0    | 0          | 0                                          | 0           |